# Armorial de l'ancien duché de Luxembourg
Voici les armoiries (figures et blasonnements) des fiefs de l'ancien duché de Luxembourg ainsi que des familles ayant habité ce territoire ou ayant eu d'étroites relations avec celui-ci. L'armorial se limite à la période médiévale.

## Comtes et ducs de Luxembourg
| Armoiries | Titres, noms et liens de vassalité                                                  | Blasonnement | Communes concernées | Variantes notables |
|           | Henri V le Blond comte de Luxembourg, d'Arlon et de Laroche.                        | burelé d'argent et d'azur, au lion de gueules brochant, armé, lampassé et couronné d'or                                         | Luxembourg Ville... |                    |
|           | Henri VI comte de Luxembourg et d'Arlon.                                            | burelé d'argent et d'azur, au lion de gueules brochant, la queue fourchée et passée en sautoir, armé, lampassé et couronné d'or | Luxembourg Ville... |                    |
|           | Henri VII Roi de Germanie puis Empereur, comte de Luxembourg, d'Arlon et de Durbuy. | burelé d'argent et d'azur, au lion de gueules brochant, armé, lampassé et couronné d'or                                         | Luxembourg Ville... |                    |

## Comtes vassaux de Luxembourg
| Armoiries | Titres, noms et liens de vassalité    | Blasonnement                                                                                    | Communes concernées | Variantes notables                     |
|           | Comtes de Chiny.                      | de gueules semé de croisettes recroisettées au pied fiché d'or, à deux barbeaux adossés du même | Chiny...            | [ 5 ]                                  |
|           | Comtes de Salm.                       | d'argent à deux saumons de gueules Armes parlantes (Salm signifie « saumon » en allemand).      | Vielsalm...         | Armorial des comtes de Salm            |
|           | Comtes de Vianden.                    | de gueules à la fasce d'argent                                                                  | Vianden...          | Armorial des comtes de Vianden         |
|           | Comtes de Virnebourg.                 | D'or à sept losanges de gueules, 4-3 accolés en fasce                                           | Virnebourg...       |                                        |
|           | Comtes de Waldeck.                    | Dor à l'étoile à huit (parfois six) rais de sable                                               | Waldeck...          |                                        |
|           | Comtes puis seigneurs d'Esch.         | burelé d'argent et de gueules                                                                   | Esch-sur-Sûre...    | Armorial des seigneurs d'Esch-sur-Sûre |
|           | Seigneurs puis comtes de Blankenheim. | d'or au lion de sable, au lambel de cinq pendants de gueules brochant                           | Blankenheim...      |                                        |

## Barons et seigneurs vassaux de Luxembourg

### A
| Armoiries | Titres, noms et liens de vassalité    | Blasonnement                                               | Communes concernées | Variantes notables |
|           | Seigneurs d'Ansembourg, 1re dynastie. | d'argent à la bande de gueules                             | Tuntange...         |                    |
|           | Seigneurs d'Ansembourg, 2e dynastie.  | d'argent au lion de sable, couronné, armé et lampassé d'or | Tuntange...         |                    |
|           | Seigneurs d'Awans.                    | de vair plain                                              | Awans...            |                    |

### B
| Armoiries | Titres, noms et liens de vassalité                            | Blasonnement | Communes concernées                          | Variantes notables                                                |
|           | Seigneurs de Beaufort.                                        | d'or au chef de gueules chargé d'un lambel d'argent à cinq pendants                                                                | Beaufort...                                  |                                                                   |
|           | Seigneurs de Belvaux.                                         | de gueules au chef d'or chargé de trois merlettes d'azur                                                                           | Sanem...                                     |                                                                   |
|           | Seigneurs de Berbourg.                                        | d'or à la croix ancrée de gueules                                                                                                  | Manternach...                                | Famille d'armes Luxembourgeoise à la croix ancrée                 |
|           | Seigneurs de Bereldange, 1re dynastie.                        | d'argent au renard rammpant de gueules                                                                                             | Walferdange...                               |                                                                   |
|           | Seigneurs de Bereldange, 2e dynastie.                         | d'or au chef de gueules chargé de trois étoiles d'argent                                                                           | Walferdange...                               |                                                                   |
|           | Seigneurs de Berg-sur-Attert.                                 | d'argent à l'aigle de sable | Colmar-Berg...                               |                                                                   |
|           | Seigneurs de Berg-sur-Moselle.                                | or à l'aigle de gueules, à la bordure engrelée d'azur                                                                              | Berg-sur-Moselle...                          |                                                                   |
|           | Seigneurs de Bertrange.                                       | coupé d'argent et de gueules | Bertrange...                                 | Armorial des seigneurs de Bertrange                               |
|           | Seigneurs de Bertrange.                                       | burelé d'or et d'azur | Bertrange...                                 |                                                                   |
|           | Seigneurs de Berwart.                                         | fascé d'or et d'azur, brisé en chef de trois étoiles de gueules                                                                    | Esch-sur-Alzette...                          | Armorial des seigneurs de Rodemack                                |
|           | Seigneurs de Bettembourg, dits Vous de Bettembourg.           | de gueules au griffon d'argent | Bettembourg...                               |                                                                   |
|           | Seigneurs de Bettendorf.                                      | d'or à la croix ancrée de sable | Bettendorf...                                | Famille d'armes Luxembourgeoise à la croix ancrée                 |
|           | Seigneurs de Bissen.                                          | burelé d'argent et de gueules | Bissen...                                    | Armorial des seigneurs d'Esch-sur-Sûre                            |
|           | Seigneurs de Bohan.                                           | de sable à la bande coticée d'or                                                                                                   | Vresse-sur-Semois...                         | Armorial des seigneurs d'Orchimont                                |
|           | Seigneurs de Blâmont.                                         | de gueules à deux saumons adossés d'argent                                                                                         | Blâmont...                                   |                                                                   |
|           | Seigneurs de Bollendorf.                                      | d'or à la croix de sable | Bollendorf...                                |                                                                   |
|           | Seigneurs de Boneffe.                                         | d'or à l'écusson d'argent chargé d'un lion de gueules, l'écusson accompagné de trois losanges d'azur, deux en chef et un en pointe | Boneffe...                                   |                                                                   |
|           | Seigneurs de Boulange.                                        | palé d'or et d'azur | Boulange...                                  |                                                                   |
|           | Seigneurs de Boulay, d'Useldange et de Soleuvre.              | d'or à la croix ancrée de gueules                                                                                                  | Volmerange-lès-Boulay, Useldange et Sanem... | Famille d'armes Luxembourgeoise de la croix ancrée                |
|           | Seigneurs de Bourscheid.                                      | d'argent à trois feuilles de nénuphar de gueules                                                                                   | Bourscheid...                                |                                                                   |
|           | Seigneurs de Brandenbourg.                                    | de gueules à l'écusson d'argent | Tandel...                                    | Armorial des comtes de Vianden                                    |
|           | Seigneurs ou Avoués de Briey, à l'origine appelés de Landres. | d'or à trois pals alésés et fichés de gueules                                                                                      | Briey...                                     |                                                                   |
|           | Seigneurs de Brouch, 1re dynastie.                            | bandé de gueules et d'argent | Boevange-sur-Attert...                       |                                                                   |
|           | Seigneurs de Brouch, 2e dynastie.                             | de gueules à l'écusson d'or | Boevange-sur-Attert...                       | Armorial des comtes de Vianden et Armorial des seigneurs de Wiltz |

### C
| Armoiries | Titres, noms et liens de vassalité                                   | Blasonnement | Communes concernées     | Variantes notables                 |
|           | Seigneurs du Cattenom.                                               | coupé d'argent et de sable, à l'escarboucle pommetée et fleurdelisée à huit rais d'or                                                 | Cattenom...             |                                    |
|           | Seigneurs de Chambley.                                               | de sable à la croix d'argent cantonnée de quatre fleurs de lis d'or                                                                   | Chambley-Bussières...   | Armorial des seigneurs de Chambley |
|           | Seigneurs du Chauvency.                                              | burelé d'or et de gueules, au lambel d'azur brochant                                                                                  | Chauvency-le-Château... | Armorial des Comtes de Looz        |
|           | Seigneurs du Chérisey.                                               | d'azur au chef d'argent chargé d'un lion issant de gueules                                                                            | Chérisey...             |                                    |
|           | Seigneurs du Chesne et Seigneurs de Soleuvre.                        | de sable à six merlettes d'argent | Le Chesne et Sanem...   |                                    |
|           | Seigneurs de Clemency.                                               | d'argent semé de croisettes recroisettées au pied fiché d'azur, à deux barbeaux adossés du même                                       | Clemency...             |                                    |
|           | Seigneurs de Clervaux, 1re dynastie.                                 | d'or au chef de gueules, brisé d'un lambel d'argent                                                                                   | Clervaux...             |                                    |
|           | Seigneurs de Clervaux, 2e dynastie.                                  | d'or au chef de gueules chargé de trois merlettes d'argent                                                                            | Clervaux...             |                                    |
|           | Seigneurs de Colpach.                                                | d'argent à l'écusson de gueules | Ell...                  |                                    |
|           | Seigneurs de Colpach-Bas.                                            | d'argent à la croix ancrée de gueules                                                                                                 | Ell...                  |                                    |
|           | Seigneurs de Cons.                                                   | d'argent au rosier éfeuillé, fleuri de cinq roses de gueules                                                                          | Cons-la-Grandville...   |                                    |
|           | Seigneurs de Craincourt, dits de Wauthiemont.                        | d'argent a deux lions passant de gueules, couronné d'or                                                                               | Craincourt...           |                                    |
|           | Seigneurs de Créhange, appelés de Torcheville jusqu'au XIIIe siècle. | d'argent à la fasce de gueules | Créhange...             |                                    |
|           | Seigneurs de Cronenbourg.                                            | d'argent à l'aigle de gueules, membrée et becquée d'or                                                                                | Dahlem...               |                                    |
|           | Seigneurs de Crupet.                                                 | d'azur a deux lions passant d'argent, couronnés d'or                                                                                  | Crupet...               |                                    |
|           | Seigneurs de Cugnon.                                                 | d'argent à la fasce de sinoples, accompagnée en chef de trois merlettes de sable, en pointe d'une rose de gueules feuillée de sinople | Cugnon (Bertrix)...     |                                    |
|           | Seigneurs de Cussigny.                                               | de gueules à la fasce d'argent chargée de trois écussons du premier                                                                   | Gorcy (Cussigny)...     |                                    |

### D
| Armoiries | Titres, noms et liens de vassalité                     | Blasonnement                                                 | Communes concernées | Variantes notables                 |
|           | Seigneurs de Dagstuhl.                                 | d'or au sautoir de sable                                     | Wadern...           |                                    |
|           | Châtelains de Dasbourg, vassaux des comtes de Vianden. | d'or au franc quartier de gueules                            | Dasburg...          |                                    |
|           | Seigneurs de Daun.                                     | d'or fretté de gueules                                       | Daun...             | Armorial des seigneurs de Daun     |
|           | Seigneurs de Daverdisse.                               | d'azur à deux léopards d'or                                  | Daverdisse...       |                                    |
|           | Seigneurs de Distroff.                                 | de gueules au chef d'argent chargé de trois fermaux de sable | Distroff...         |                                    |
|           | Seigneurs de Differdange.                              | d'azur au lion d'or                                          | Differdange...      | Armorial des seigneurs de Soleuvre |
|           | Seigneurs de Dollendorf.                               | d'argent à l'aigle de gueules                                | Blankenheim...      |                                    |
|           | Seigneurs de Dudelange.                                | d'argent au lion de gueules, couronné d'or                   | Dudelange...        |                                    |
|           | Seigneurs de Dudeldorf, vassaux des comtes de Vianden. | de gueules au lion couronné d'argent                         | Dudeldorf...        |                                    |

### E
| Armoiries | Titres, noms et liens de vassalité                                                   | Blasonnement | Communes concernées                    | Variantes notables               |
|           | Seigneurs d'Ell.                                                                     | d'argent à un écusson de gueules, au bâton d'azur brochant sur le tout,                                              | Ell...                                 |                                  |
|           | Seigneurs d'Erpeldange.                                                              | d'or à la fasce vivrée de gueules                                                                                    | Erpeldange...                          | Armorial des seigneurs de Kerpen |
|           | Seigneurs d'Esch (Bourg-), à ne pas confondre avec les seigneurs d'Esch-sur-Sûre.    | de gueules à deux fasces d'argent chargées de cinq tourteaux de sable, trois sur la première et deux sur la deuxième | Schwerdorff (Château de Bourg-Esch)... |                                  |
|           | Seigneurs d'Esch (-sur-Salm), à ne pas confondre avec les seigneurs d'Esch-sur-Sûre. | de vair au chef de gueules chargé d'un lion issant d'or, armé et lampassé d'azur                                     | Esch...                                |                                  |
|           | Seigneurs d'Ethe.                                                                    | de gueules à trois pals d'argent, au chef d'azur chargé de deux étoiles d'or                                         | Virton...                              |                                  |
|           | Seigneurs d'Everlange.                                                               | d'azur à la fasce d'argent avec deux étoiles d'or l'une en chef l'autre en pointe                                    | Everlange, Chiny...                    |                                  |

### F
| Armoiries | Titres, noms et liens de vassalité                       | Blasonnement | Communes concernées          | Variantes notables                   |
|           | Seigneurs de Grand-Failly.                               | de gueules à la fasce d'argent accompagnée de trois doloires couchées du même                                                                            | Grand-Failly...              |                                      |
|           | Seigneurs de Petit-Failly.                               | d'argent au rameau arraché de houx de gueules de trois feuilles, à la bordure engrelée de sable                                                          | Petit-Failly...              |                                      |
|           | Seigneurs du Faing et de Jamoigne.                       | d'or à l'aigle de sable, becquée, languée et membrée de gueules                                                                                          | Chiny...                     | Armorial des seigneurs de Walcourt   |
|           | Seigneurs de Falkenstein, vassaux des comtes de Vianden. | de gueules à un écusson d'argent accompagné de huit épis d'or                                                                                            | Waldhof-Falkenstein...       | Armorial des comtes de Vianden       |
|           | Seigneurs de Falkenstein.                                | de gueules au faucon d'argent surmontant une colline de sinople Armes parlantes (Falken et Stein signifient « faucon » et « pierre » en allemand).       | ...                          |                                      |
|           | Seigneurs de Fauquemont.                                 | d'or semé de billettes de gueules au lion du même | Fauquemont...                |                                      |
|           | Seigneurs de Fischbach.                                  | de sable semé de croisettes recroisettées au pied fiché d'or, à deux barbeaux adossés d'argent Armes parlantes (Fisch signifie « poisson » en allemand). | Fischbach...                 |                                      |
|           | Seigneurs de Fisenne.                                    | d'argent à l'aigle de gueules | Érezée...                    |                                      |
|           | Seigneurs de Fléville.                                   | de vair plain | Fléville...                  |                                      |
|           | Seigneurs de Florange.                                   | d'or au lion de sable, armé et lampassé de gueules, à la bordure de gueules                                                                              | Florange...                  |                                      |
|           | Seigneurs de Florenville.                                | bandé d'argent et d'azur (ou d'argent à trois bandes d'azur), à l'ombre de lion brochante, à la bordure engrelée de gueules                              | Florenville...               | Armorial des seigneurs de Trazegnies |
|           | Seigneurs de Fontoy.                                     | d'or à l'aigle de gueules, membrée et becquée d'azur | Fontoy...                    |                                      |
|           | Seigneurs de Forbach.                                    | de gueules au sautoir d'hermines | Forbach...                   |                                      |
|           | Seigneurs de Forges.                                     | d'argent au lion de sable, au franc canton de gueules à la molette d'or                                                                                  | Forges-sur-Meuse, Rouvroy... |                                      |

### G
| Armoiries | Titres, noms et liens de vassalité | Blasonnement | Communes concernées | Variantes notables                                |
|           | Châtelains de Gomery.              | d'argent à la fasce d'azur, brisé au chef en dextre d'une étoile de gueules | Virton...           |                                                   |
|           | Seigneurs de Gonderange.           | d'or à la croix ancrée de gueules, accompagnée en chef de deux étoiles à six rais d'argent * Il y a là non-respect de la règle de contrariété des couleurs : ces armes sont à enquerre. | Junglinster...      | Famille d'armes Luxembourgeoise à la croix ancrée |
|           | Seigneurs de Guirsch.              | d'azur au lion d'argent | Arlon...            |                                                   |

### H
| Armoiries | Titres, noms et liens de vassalité             | Blasonnement                                                                             | Communes concernées | Variantes notables                   |
|           | Seigneurs de Hombourg.                         | d'argent à trois chevrons de sable                                                       | Hombourg-Budange... | Armorial des seigneurs de Raville    |
|           | Seigneurs de Harzé, peut-être la 1re dynastie. | d'argent à la bande de gueules, chargée de trois chaperons d'or                          | Aywaille...         |                                      |
|           | Seigneurs de Harzé, 2e dynastie.               | de gueules à l'aigle d'argent                                                            | Aywaille...         |                                      |
|           | Seigneurs de Hayange.                          | bandé d'azur et d'or                                                                     | Hayange...          |                                      |
|           | Seigneurs de Heffingen.                        | d'argent à la fasce d'azur, accompagnée au canton dextre chef d'un lion passant de sable | Heffingen...        |                                      |
|           | Seigneurs de Hollenfels.                       | de gueules au fermail d'argent                                                           | Tuntange...         | Armorial des seigneurs de Hollenfels |
|           | Seigneurs de Hombourg.                         | de gueules à la bande d'argent, chargée de trois quintefeuilles du champ                 | Hombourg-Budange... |                                      |
|           | Seigneurs de Houffalize, 1re dynastie.         | d'argent à la fasce d'azur                                                               | Houffalize...       |                                      |
|           | Seigneurs de Houffalize, 2e dynastie.          | d'azur à la croix d'or, accompagnée de vingt croisettes du même                          | Houffalize...       |                                      |
|           | Seigneurs de Houffalize, 3e dynastie.          | burelé d'argent et d'azur, au franc canton d'or, au lion rampant de gueules brochant     | Houffalize...       |                                      |
|           | Seigneurs de Hubines.                          | de sable à la bande coticée d'argent, au chef d'or                                       | Hubines...          |                                      |

### J
| Armoiries | Titres, noms et liens de vassalité | Blasonnement                                                 | Communes concernées | Variantes notables |
|           | Seigneurs de Jametz.               | d'azur à trois fasces d'argent, au franc quartier de gueules | Jametz...           |                    |
|           | Seigneurs de Jemeppe.              | de gueules a deux lions passants d'argent                    | Hargimont...        |                    |

### K
| Armoiries | Titres, noms et liens de vassalité | Blasonnement                                                            | Communes concernées | Variantes notables                                |
|           | Seigneurs de Kahler.               | de gueules à la croix ancrée d'argent au lambel de cinq pendants d'azur | Garnich...          | Famille d'armes Luxembourgeoise à la croix ancrée |
|           | Seigneurs de Kerpen.               | d'argent à la fasce vivrée de gueules                                   | Kerpen...           | Armorial des seigneurs de Kerpe                   |
|           | Seigneurs de Koerich.              | de gueules au chef d'argent fretté de sable                             | Koerich...          | Armorial des seigneurs de Bertrange               |

### L
| Armoiries | Titres, noms et liens de vassalité        | Blasonnement | Communes concernées             | Variantes notables                                |
|           | Seigneurs de La Grange.                   | d'argent au lion de sable | Manom (Château de La Grange)... |                                                   |
|           | Seigneurs de Landskron.                   | de gueules à la couronne fermée d'or Armes parlantes (Krone signifie « couronne » en allemand). | Bad Neuenahr-Ahrweiler...       |                                                   |
|           | Seigneurs de Larochette.                  | d'or à la croix ancrée de gueules | Larochette...                   | Famille d'armes Luxembourgeoise à la croix ancrée |
|           | Seigneurs de La Tour, 1re dynastie.       | de gueules à trois tours à l'antique d'or Armes parlantes. | La-Tour-en-Ardenne...           |                                                   |
|           | Seigneurs de La Tour, 2e et 3e dynasties. | de sable à la croix d'argent chargée d'une tour d'or et cantonnée de quatre fleurs de lis du même. Armes parlantes. * Il y a là non-respect de la règle de contrariété des couleurs : ces armes sont à enquerre. | La-Tour-en-Ardenne...           | Armorial des seigneurs de Chambley et             |
|           | Seigneurs de Linster.                     | d'argent à la feuille de nénuphar de gueules | Junglinster...                  |                                                   |
|           | Seigneurs de Lombut.                      | de sable semé de fleurs de lis d'argent | Euilly-et-Lombut...             |                                                   |

### M
| Armoiries | Titres, noms et liens de vassalité                                                           | Blasonnement | Communes concernées | Variantes notables                                   |
|           | Seigneurs de Malberg, 2e dynastie.                                                           | d'argent à l'écusson de gueules | Malberg...          | et Famille d'armes Luxembourgeoise à la croix ancrée |
|           | Seigneurs de Manderscheid.                                                                   | d'or à la fasce vivrée de gueules | Manderscheid...     | Armoiries des seigneurs de Manderscheid              |
|           | Seigneurs de Martilly.                                                                       | échiquetté d'argent et d'azur | Herbeumont...       |                                                      |
|           | Seigneurs de Mellier.                                                                        | de gueules à deux bars adossés d'or | Léglise...          | Armorial des comtes de Chiny,                        |
|           | Seigneurs de Mengen.                                                                         | d'or à trois chevrons d'azur, au lambel à quatre pendants de gueules                                                                   | Mandelbachtal...    | Armorial des seigneurs de Raville                    |
|           | Seigneurs de Mersch, 2e dynastie.                                                            | fascé d'or et d'azur, brisé en dextre chef d'une molette de sable                                                                      | Mersch...           | Armorial des seigneurs de Rodemack                   |
|           | Seigneurs de Mesnil, 1re dynastie, vassaux des comtes de Laroche.                            | d'azur au sautoir d'or | Houyet...           |                                                      |
|           | Seigneurs de Mesnil, dits Massin, 2e dynastie, vassaux des comtes de Laroche.                | d'argent à trois fasces de gueules | Houyet...           |                                                      |
|           | Seigneurs de Messancy.                                                                       | d'or à trois pals de gueules | Messancy...         |                                                      |
|           | Seigneurs de Meysembourg.                                                                    | d'or au chef de gueules chargé de trois mésanges sans pied ni bec du premier Armes parlantes (Meise signifie « mésange » en allemand). | Larochette...       | Armorial des seigneurs de Wiltz                      |
|           | Seigneurs de Moncler.                                                                        | d'argent à la clef de gueules posée en pal le panneton en haut                                                                         | Merzig...           |                                                      |
|           | Seigneurs de Montjoie.                                                                       | d'argent au lion de gueules, au lambel de sinople brochant                                                                             | Montjoie...         | Armoiries du Limbourg et du Luxembourg               |
|           | Seigneurs de Mont Saint Jean, probablement une confusion due à l'homonymie de deux familles. | de gueules à trois écussons d'or | Dudelange...        |                                                      |

### W
| Armoiries | Titres, noms et liens de vassalité | Blasonnement                    | Communes concernées | Variantes notables |
|           | Seigneurs de Wellin.               | d'azur à deux léopards d'argent | Wellin...           |                    |

## Autres familles du duché

### C
| Armoiries | Titres, noms et liens de vassalité                                   | Blasonnement | Communes concernées    | Variantes notables |
|           | de Conflans.                                                         | d'azur semé de billettes d'or au lion du même, un bâton de gueules brochant                                                                                 | Conflans-en-Jarnisy... |                    |
|           | de Custine, appelés de Saint-Vincent jusqu'au milieu du XIVe siècle. | écartellé: aux I et IV d'argent à la bande coticée de sable (qui est de Custine); aux II et III de sable semé de fleurs de lis d'argent (qui est de Lombut) | Euilly-et-Lombut...    |                    |

### E
| Armoiries | Titres, noms et liens de vassalité | Blasonnement                                                  | Communes concernées | Variantes notables |
|           | d'Eltz au lion d'or.               | coupé: de gueules au lion couronné d'or naissant; et d'argent | Wierschem...        |                    |
|           | d'Eltz au lion d'argent.           | coupé: de gueules au lion d'argent naissant; et d'argent      | Wierschem...        |                    |

### K
| Armoiries | Titres, noms et liens de vassalité | Blasonnement                      | Communes concernées | Variantes notables                  |
|           | de Kirkel.                         | d'or à la fasce vivrée de gueules | Kirkel...           | Armorial des seigneurs de Siersberg |

### L
| Armoiries | Titres, noms et liens de vassalité | Blasonnement | Communes concernées | Variantes notables |
|           | de La Marck.                       | d'or à la fasce échiquettée d'argent et de gueules de trois tires, au lion issant de la fasce de gueules, armé et lampassé d'azur | Hamm...             |                    |
|           | de Lutzelbourg.                    | d'or au lion d'azur, armé, lampassé et couronné de gueules                                                                        | Lutzelbourg...      |                    |

### M
| Armoiries | Titres, noms et liens de vassalité | Blasonnement         | Communes concernées | Variantes notables                 |
|           | de Milberg.                        | fascé d'or et d'azur | Rodemack...         | Armorial des seigneurs de Rodemack |

## Familles alliées

### C
| Armoiries | Titres, noms et liens de vassalité | Blasonnement | Communes concernées | Variantes notables |
|           | Seigneurs de Crainhem.             | d'or à la croix de gueules, accompagnée au premier canton d'une corneille de sable Armes parlantes (kraii est néerlandais pour corneille). | Kraainem...         |                    |

### F
| Armoiries | Titres, noms et liens de vassalité                       | Blasonnement               | Communes concernées | Variantes notables |
|           | Seigneurs de Fénétrange, appelés de Malberg à l'origine. | d'azur à la fasce d'argent | Fénétrange...       |                    |

### G
| Armoiries | Titres, noms et liens de vassalité | Blasonnement              | Communes concernées | Variantes notables                     |
|           | Comtes de Grandpré.                | burelé d'or et de gueules | Grandpré...         | Armoiries du Limbourg et du Luxembourg |

### H
| Armoiries | Titres, noms et liens de vassalité | Blasonnement                                                                               | Communes concernées | Variantes notables |
|           | Seigneurs de Heddesdorf.           | d'azur à la bande d'argent, chargée de trois coquilles de gueules                          | Neuwied...          |                    |
|           | Vogt De Hunolstein.                | d'argent à deux fasces de gueules accompagnées de douze billettes du même, posées en 5-4-3 | Morbach, Ottange... |                    |

### J
| Armoiries | Titres, noms et liens de vassalité | Blasonnement                                           | Communes concernées | Variantes notables |
|           | Seigneurs de Jeandelaincourt.      | d'argent au lion de sable, armé et lampassé de gueules | Jeandelaincourt...  |                    |

### L
| Armoiries | Titres, noms et liens de vassalité | Blasonnement                                              | Communes concernées | Variantes notables |
|           | Comtes de Leiningen.               | d'azur à trois aigles d'argent, membrées et becquées d'or | Altleiningen...     |                    |

### M
| Armoiries | Titres, noms et liens de vassalité | Blasonnement                              | Communes concernées | Variantes notables |
|           | Barons de Manonville, 2e dynastie. | d'or à la croix de sable frettée d'argent | Manonville...       |                    |